# Vörhenyes sármány

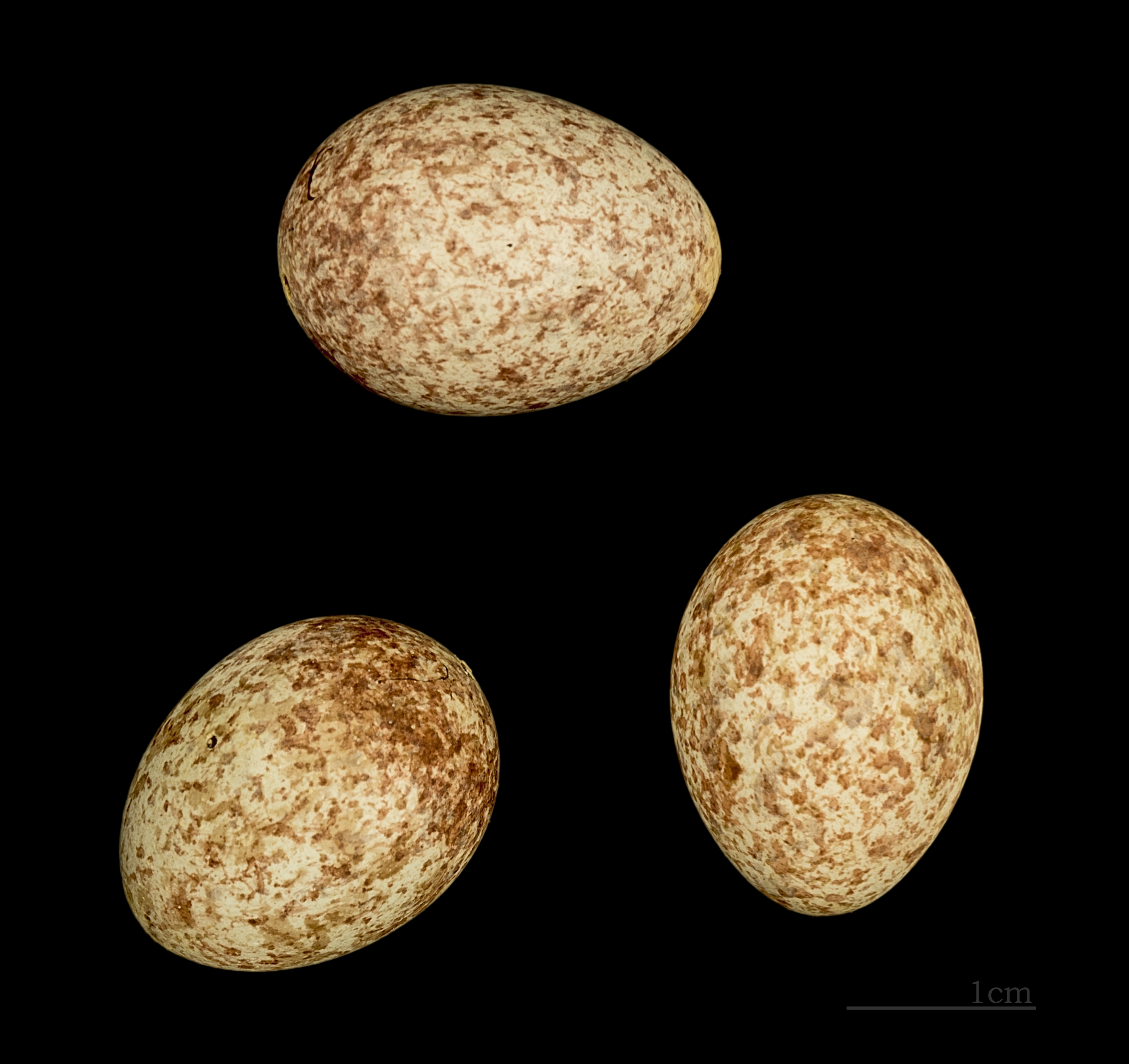
Vörhenyes sármány tojása

A vörhenyes sármány  (Emberiza rutila) a madarak osztályának verébalakúak (Passeriformes) rendjébe és a sármányfélék (Emberizidae) családjába tartozó faj.

## Előfordulása
Szibéria, Mongólia és Kína területén költ, telelni Délkelet-Ázsiába vonul.

## Megjelenése
Testhossza  14-15 centiméter.